# Championnats d'Europe d'escalade 2010
Navigation
Édition précédente Édition suivante
Les Championnats d'Europe d'escalade 2010 se sont tenus à Innsbruck, (Autriche), du 17 au 23 septembre 2010.

## Podiums

### Hommes
| Épreuves   | Or                               | Argent                   | Bronze                     |
| ---------- | -------------------------------- | ------------------------ | -------------------------- |
| Difficulté | Espagne Ramón Julián Puigblanque | Tchéquie Adam Ondra      | Autriche Jakob Schubert    |
| Bloc       | Suisse Cédric Lachat             | Tchéquie Adam Ondra      | Autriche Kilian Fischhuber |
| Vitesse    | Russie Sergueï Abdrakhmanov      | Russie Stanislav Kokorin | Tchéquie Libor Hroza       |

### Femmes
| Épreuves   | Or                    | Argent                  | Bronze                  |
| ---------- | --------------------- | ----------------------- | ----------------------- |
| Difficulté | Autriche Angela Eiter | Autriche Johanna Ernst  | France Alizée Dufraisse |
| Bloc       | Autriche Anna Stöhr   | Allemagne Juliane Wurm  | Ukraine Olga Shalagina  |
| Vitesse    | Pologne Edyta Ropek   | Russie Ksenia Alekseeva | Russie Natalia Titova   |